# Puig d'en Cama
El Puig d'en Cama és un pujol situat al terme de la Selva del Camp, tot el cim està damunt d'Almoster, comarca del Baix Camp, aproximadament al nord de Reus, Castellvell del Camp i Almoster, a l'oest de la Selva del Camp i a l'est de l'Aleixar. Forma part dels primers estreps de les muntanyes de Prades. Té 717 metres d'altitud.
Al cim podem trobar-hi un vèrtex geodèsic (referència 263134001).
Aquest cim està inclòs al Repte dels 100 cims de la Federació d'Entitats Excursionistes de Catalunya.